# سيمون اندروز (ملحن)
سيمون اندروز (بالإنجليزية: Simon Andrews)‏ هو ملحن بريطاني، ولد في 1958 في كرويدون في المملكة المتحدة.

## روابط خارجية
- سيمون اندروز على موقع IMDb (الإنجليزية)